# Gardemariny III
Gardemariny III (Гардемарины III) è un film del 1992 diretto da Svetlana Družinina.

## Trama
C'è una guerra di sette anni ei russi combattono per gli interessi di Francia e Austria contro la Prussia. Il destino dell'Europa e della Russia dipende dai guardiamarina.